# Воеводин, Валентин Васильевич
Валентин Васильевич Воеводин (22 марта 1934, Шилово, Рязанская область — 27 января 2007, Москва) — российский математик. Академик РАН.

## Биография
Воеводин Валентин Васильевич родился 22 марта 1934 года в с. Шилово Рязанской области в семье служащих.
Отец — Воеводин Василий Никитович, инженер по технике безопасности, имел неполное среднее образование.
Мать — Воеводина Антонина Петровна, машинистка, имела начальное образование.
В 1952 году окончил среднюю школу № 643 в Москве с золотой медалью.
В 1957 году окончил с отличием механико-математический факультет МГУ по кафедре вычислительной математики.
Кандидат физико-математических наук (1962), тема диссертации «Решение полной проблемы собственных значений степенными методами» (научный руководитель М. Р. Шура-Бура).
Доктор физико-математических наук (1969), тема диссертации «Ошибки округления и устойчивость в прямых методах линейной алгебры».
В 1971 году присвоено звание профессора.
В 1987 году избран член-корреспондентом АН СССР по специальности «математика».
В 2000 году избран академиком РАН по специальности «математика, в том числе вычислительная математика».
С 1956 по 1980 годы работал в Научно-исследовательском вычислительном центре МГУ (НИВЦ МГУ), пройдя путь от старшего лаборанта до директора.
С 1970 по 1981 год профессор кафедры вычислительной математики факультета вычислительной математики и кибернетики.
В 1981—2007 годах работал в Институте вычислительной математики РАН, в последние годы жизни — в должности главного научного сотрудника
Являлся членом советов по защите диссертаций ИВМ РАН и НИВЦ МГУ, членом редколлегий журнала «Математический сборник» и «Журнала вычислительной математики и математической физики», был руководителем ежегодной всероссийской конференции «Научный сервис в сети Интернет» и Интернет-конференции «Информационные и вычислительные технологии в науке».
Подготовил 25 кандидатов наук, среди его учеников 6 докторов наук.
Умер 27 января 2007 г. в Москве. Похоронен на Ваганьковском кладбище в Москве.
Жена — Воеводина Серафима Николаевна, окончила в 1957 г. механико-математический факультет МГУ. Имел двух сыновей. Младший сын — член-корреспондент РАН Воеводин, Владимир Валентинович.

## Научная деятельность
Область научных интересов: линейная алгебра, разработка численных методов, ошибки округления и устойчивость, информационная структура алгоритмов, математические модели в вычислительных процессах, программное обеспечение для вычислений.

### Разработка численных методов
Был построен оригинальный вариант ортогонально-степенного метода для решения полной проблемы собственных значений произвольной матрицы. Впервые для класса степенных методов были доказаны общие теоремы сходимости для собственных значений и корневых подпространств. Предложены различные расширения метода Якоби, в том числе на не эрмитовы матрицы, обладающие квадратичной сходимостью. Предложены эффективные варианты блочных методов для решения самых различных задач алгебры. Предложен ускоренный метод решения регуляризованных систем, позволяющий сократить время их решения в десятки и даже в сотни раз.

### Ошибки округления и устойчивость
В рамках прямого и обратного анализа были получены мажорантные оценки влияния ошибок округления во всех наиболее важных методах линейной алгебры.
Для прямых методов линейной алгебры ошибки округления результатов промежуточных вычислений были изучены как функции случайных входных данных. Было доказано, что ошибки округления асимптотически (по числу разрядов представления чисел) являются независимыми, равномерно распределёнными случайными величинами.
Были проведены исследования влияния малых возмущений входных данных на решение многих задач линейной алгебры, в том числе некорректно поставленных. На основе теории возмущений были построены методы уточнения решений как для систем уравнений, так и для спектральных задач.

### Информационная структура алгоритмов
Создан математический аппарат и разработаны эффективные алгоритмы для больших вычислительных систем параллельной архитектуры.

### Математические модели в вычислительных процессах.
Были построены несколько математических моделей вычислительных систем со многими функциональными устройствами без памяти и переключения связей. Важнейшими из них являются конвейерный вычислитель, систолический массив и граф-машина.

### Программное обеспечение для вычислений
Под руководством В. В. Воеводина создавалась библиотека численного анализа НИВЦ МГУ, система V-Ray для анализа параллельной структуры программ, электронная энциклопедия Линеал в области линейной алгебры.

## Награды
Награждён орденом «Знак Почёта»(1976 год), юбилейной медалью «За доблестный труд»(1970 год), золотыми и серебряными медалями ВДНХ СССР. Является лауреатом Ломоносовской премии МГУ (1974), премии отделения математики АН СССР (1987), премии Правительства РФ в области образования (2003).

## Публикации
- Воеводин В. В. Численные методы алгебры (теория и алгорифмы). Наука, 1966.
- Воеводин В. В. Ошибки округления и устойчивость в прямых методах линейной алгебры. Изд-во МГУ, 1969.
- Воеводин В. В. Аналитическая геометрия. Изд-во МГУ, 1970, 145 стр.
- Воеводин В. В. Алгебра матриц и системы уравнений. Изд-во МГУ, 1970, 76 стр.
- Воеводин В. В. Линейные пространства и многочлены. Изд-во МГУ, 1971, 72 стр.
- Воеводин В. В. Линейные преобразования. Изд-во МГУ, 1971, 113 стр.
- Воеводин В. В. Линейная алгебра. Наука, 1974, 336 стр.
- Воеводин В. В. «Вычислительные основы линейной алгебры», 1977. 400 стр.
- Воеводин В. В., Кузнецов Ю. А. «Матрицы и вычисления», 1984. 318 стр.
- Воеводин В. В. Математические модели и методы в параллельных процессах. Наука, 1986. 296 стр.
- Воеводин В. В. Параллельные структуры алгоритмов и программ. ОВМ АН СССР, Москва, 1987. 148 стр.
- Воеводин В. В., Тыртышников Е. Е. Вычислительные процессы с теплицевыми матрицами. Наука, 1987. 320 стр.
- Воеводин В. В. Компьютерная революция и вычислительная математика. Знание, Серия матем. и киб., Москва, 1988. 48 стр.
- Воеводин В. В. Математические основы параллельных вычислений. Изд-во МГУ, 1991. 345 стр.
- Воеводин В. В. Информационная структура алгоритмов и программ. Изд-во МГУ, 1997. 139 стр.
- Воеводин В. В., Воеводин Вл. В. Параллельные вычисления. БХВ-Петербург, 2002. 608 стр.